# Три богатирі і спадкоємиця престолу
«Три богатирі і спадкоємиця престолу» (рос. Три богатыря и Наследница престола) — російський повнометражний анімаційний фільм режисера Костянтина Бронзіта. Мультфільм є дев'ятою частиною анімаційної франшизи російської студії «Мельница» про «Трьох богатирів». Стрічка вийшла в прокат в Росії 27 грудня 2018 року. В Україні стрічка в прокат не виходила.

## Сюжет
У цьому фільмі про пригоди Олешка Поповича, Добрині Микитича та Іллі Муромця розповідається про те, як Князь Київський вирішує оголосити, хто ж стане спадкоємцем престолу, і їм стає його племінниця Забава. Разом з чоловіком Єлисеєм вона вчиться в Царгороді, де панує злий Василевс. І тільки три богатирі і Єлисей можуть повернути спадкоємицю додому.